# Генрих III Мюнстербергский
Генрих III Мюнстербергский (чеш. Jindřich III Minsterberský, нем. Heinrich III von Münsterberg-Oels; 29 апреля 1542, Олесница — 10 апреля 1587, Олесница) — князь Берутувский (1565—1574). Также носил титулы князя Зембицкого и графа Кладского.

## Биография
Представитель чешской династии Подебрадов. Старший сын Генриха II (1507—1548), князя Зембицкого, Олесницкого и Берутувского, и Маргариты Мекленбург-Шверинской (1515—1559), старшей дочери герцога Генриха V Мекленбургского (1479—1552) от второго брака с Еленой Пфальцской (1493—1524).
В 1548 году после смерти Генриха II Мюнстербергского Берутувское княжество унаследовали в совместное владение его выжившие сыновья Генрих III и Карл II. На момент смерти отца Генриху было шесть лет, а Карлу — три года, поэтому первоначально братья находились под опекой своего дяди, князя Олесницкого Иоганна, который именовал себя «князем Берутувским» с 1548 до своей смерти в 1565 году.
В 1565 году после смерти своего дяди Иоганна Мюнстербергского, князя Зембицкого и Олесницкого, Генрих III получил во владение Берутувское княжество, а его младший брат Карл II — Олесницкое княжество.
Из-за больших долгов Генрих III Мюнстербергский вынужден был в 1574 году продать Берутувское княжество, включая замок и ещё несколько деревень, Генриху фон Шинделю.
Генрих III Мюнстербергский скончался бездетным 10 апреля 1587 года в Олеснице. 13 мая того же года он был похоронен в княжеской усыпальнице в Олеснице. Берутувское княжество было выкуплено у семьи фон Шиндель его младшим братом Карлом II в 1604 году.
Генрих III был женат на Магдалене Мезиржич из Ломнице (чеш. Magdaléna Mezeřícká z Lomnice), от брака с которой детей не имел.